# Deportivo Pasto Femenino
El Deportivo Pasto Femenino es un club de fútbol de la ciudad de Pasto, Nariño. Fue fundado el 12 de octubre de 2016. Actualmente participa en la Liga Profesional Femenina organizada por la Dimayor y disputa los encuentros como local en el Estadio Departamental Libertad con capacidad para 28.000 espectadores.

## Uniforme
- Uniforme titular: (Visto de frente) Camiseta roja con bordes azules y con emblemas de la región (Volcán Galeras) , pantalón azul con bordes rojos y medias rojas con borde azul.
- Uniforme alternativo: (Visto de frente) Camiseta azul con bordes rojos y con emblemas de la región (Volcán Galeras) , pantalón rojo con bordes azueles y medias azules con borde blanco.
- Uniforme complementario: (Visto de frente) Camiseta blanca, pantalón blanco y medias blancas.

### Indumentaria y patrocinador
| Indumentaria Y Patrocinador | Indumentaria Y Patrocinador | Indumentaria Y Patrocinador | Indumentaria Y Patrocinador |
| Periodo                     | Indumentaria                | Patrocinador                |                             |
| --------------------------- | --------------------------- | --------------------------- | --------------------------- |
| 2017-2018                   | Saeta                       | Aguardiente Nariño          |                             |
|                             |                             |                             |                             |

## Estadio
Estadio Departamental Libertad

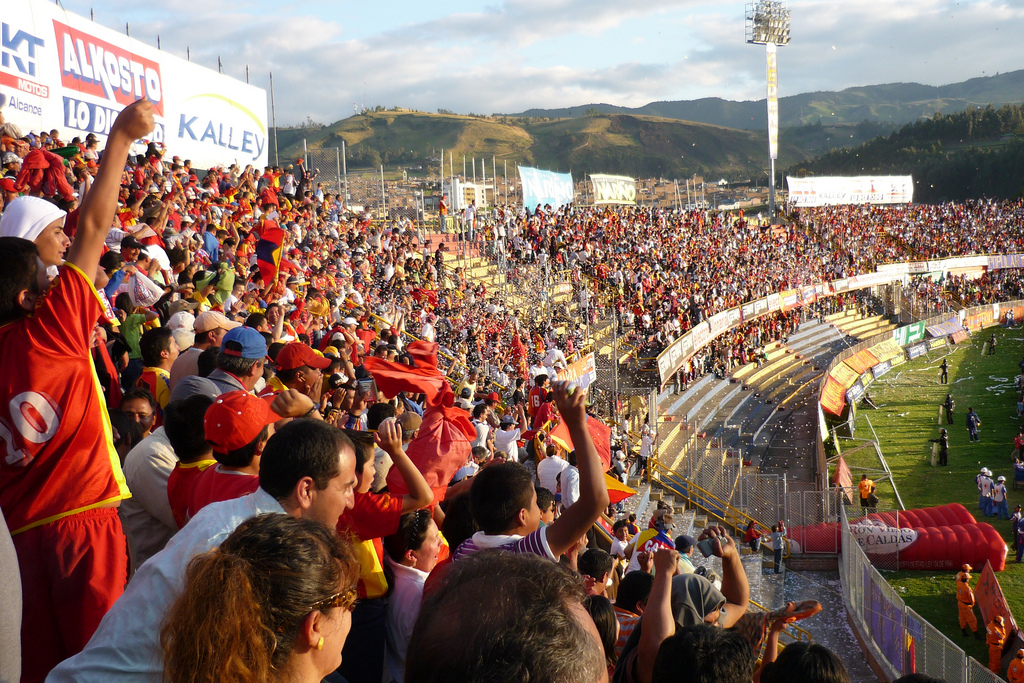
Panorámica de la Tribuna occidental del Estadio

El estadio de fútbol Departamental Libertad es el escenario que utiliza el equipo Deportivo Pasto y Deportivo Pasto Femenino para jugar sus partidos oficiales. Está ubicado en la avenida panamericana, salida sur de San Juan de Pasto. El estadio es propiedad del departamento de Nariño y fue inaugurado en 1954 bajo el nombre de 13 de junio pero tres años más tarde a la caída de la dictadura del general Gustavo Rojas Pinilla el estadio pasó a llamarse Estadio Departamental Libertad. Tuvo una gran remodelación con motivo de la participación del Deportivo Pasto en la Copa Libertadores 2007, quedando con una capacidad de 28.000 espectadores, aproximadamente. Tiene césped natural y unas dimensiones del campo de juego de 120 x 90m. Además de ser sede del equipo Deportivo Pasto es el principal escenario de la ciudad donde se celebran actos deportivos y culturales como el evento del 3 de enero, Canto a la Tierra del Carnaval de Negros y Blancos.

## Datos del club
- Temporadas en 1.ª: 2 (2017-2018)
- Mejor puesto en la liga:
  - Primera A
- Peor puesto en la liga:
  - Primera A
- Mayores goleadas conseguidas de local:
  - En campeonatos internacionales:

  - En campeonatos nacionales:

  - En campeonatos internacionales:
- Mayor goleada recibida de local:
  - En campeonatos nacionales:

  - En campeonatos internacionales:
- Mayor goleada recibida de Visitante:
  - En campeonatos internacionales:
- Máxima goleadora:

### Participación internacional
| Copa Internacional | Edición         | Fase |
| ------------------ | --------------- | ---- |
| Copa Libertadores  | ¨Sin Participar |      |
|                    |                 |      |

### Cronología del club
- 2016:Se funda Deportivo Pasto Femenino

### Últimos partidos y próximos encuentros
Se destacan todos los partidos jugados y por jugarse de la pre temporada, Liga Águila Femenina 2017
| Partidos y Próximos Encuentros             | Partidos y Próximos Encuentros | Partidos y Próximos Encuentros | Partidos y Próximos Encuentros | Partidos y Próximos Encuentros | Partidos y Próximos Encuentros | Partidos y Próximos Encuentros | Partidos y Próximos Encuentros | Partidos y Próximos Encuentros |
| Local                                      | RS                             | Visitante                      | Estadio                        | B                              | lugar                          | fecha                          | Torneo                         | N.º                            |
| ------------------------------------------ | ------------------------------ | ------------------------------ | ------------------------------ | ------------------------------ | ------------------------------ | ------------------------------ | ------------------------------ | ------------------------------ |
| Deportivo Pasto                            | 1 - 2                          | Cortuluá                       | Departamental Libertad         | Bandera de Colombia            | Pasto                          | 19 / Febrero / 2017            | Liga Águila Femenina           | F1                             |
| Deportivo Pereira                          | 1 - 0                          | Deportivo Pasto                | Hernán Ramírez Villegas        | Bandera de Colombia            | Pereira                        | 26 / Febrero / 2017            | Liga Águila Femenina           | F2                             |
| Deportivo Pasto                            | 0 - 5                          | Orsomarso                      | Departamental Libertad         | Bandera de Colombia            | Pasto                          | 6 / Marzo / 2017               | Liga Águila Femenina           | F3                             |
| Deportivo Pasto                            | 1 - 0                          | Deportes Quindío               | Departamental Libertad         | Bandera de Colombia            | Pasto                          | 12 / Marzo / 2017              | Liga Águila Femenina           | F4                             |
| América de Cali                            | 3 - 0                          | Deportivo Pasto                | Pascual Guerrero               | Bandera de Colombia            | Cali                           | 19 / Marzo / 2017              | Liga Águila Femenina           | F5                             |
| Cortuluá                                   | 7 - 0                          | Deportivo Pasto                | Pascual Guerrero               | Bandera de Colombia            | Cali                           | 2 / Abril / 2017               | Liga Águila Femenina           | F6                             |
| Deportivo Pasto                            | 1 - 1                          | Deportivo Pereira              | Departamental Libertad         | Bandera de Colombia            | Pasto                          | 9 / Abril / 2017               | Liga Águila Femenina           | F7                             |
| Orsomarso                                  | 4 - 1                          | Deportivo Pasto                | Francisco Rivera               | Bandera de Colombia            | Palmira                        | 16 / Abril / 2017              | Liga Águila Femenina           | F8                             |
| Deportes Quindío                           | 1 - 2                          | Deportivo Pasto                | Centenario                     | Bandera de Colombia            | Armenia                        | 23 / Abril / 2017              | Liga Águila Femenina           | F9                             |
| Deportivo Pasto                            | 0 - 2                          | América de Cali                | Departamental Libertad         | Bandera de Colombia            | Pasto                          | 1 / Mayo / 2017                | Liga Águila Femenina           | F10                            |
| Última Actualización: 2 de febrero de 2017 |                                |                                |                                |                                |                                |                                |                                |                                |

|  |                    |
|  | Partidos Ganados   |
|  | Partidos Empatados |
|  | Partidos Perdidos  |

## Organigrama deportivo

### Plantel 2017
- Los equipos colombianos están limitados a tener en la plantilla un máximo de cuatro jugadores extranjeros. La lista incluye sólo la principal nacionalidad de cada jugador.
- Jugadoras que son capitanas en partidos oficiales.
- Jugadora que se encuentra en fase de recuperación por algún tipo de lesión.
- Inhabilitada
- Jugadoras que no estará en la próxima(s) fecha(s) por acumulacion de tarjetas o expulsión.
- Posible nomina titular que enfrente:
- Jugadoras a servicio de la Selección Colombia Femenina

#### Jugadoras internacionales
Nota: en negrita jugadoras que hicieron parte de la última convocatoria en la correspondiente categoría.
| Selección | Categoría | # | Jugador(es) |
| --------- | --------- | - | ----------- |
| Colombia  | Absoluta  | * |             |
|           |           |   |             |

### Altas y bajas 2016-II
| Altas | Altas               | Altas               | Altas    | Altas       | Altas |
| A     | Nac.                | Jugador             | Posición | Procedencia | Tipo  |
| ----- | ------------------- | ------------------- | -------- | ----------- | ----- |
|       | Bandera de Colombia | Camila Roman        |          |             | Libre |
|       | Bandera de Colombia | Karen Caicedo       |          |             | Libre |
|       | Bandera de Colombia | Andrea Malagon      |          |             | Libre |
|       | Bandera de Colombia | Paula Rivas         |          |             | Libre |
|       | Bandera de Colombia | Nelsi Angulo        |          |             | Libre |
|       | Bandera de Colombia | Michel Limas        |          |             | Libre |
|       | Bandera de Colombia | Jackeline Santacruz |          |             | Libre |
|       | Bandera de Colombia | Angeica Ordoñez     |          |             | Libre |
|       | Bandera de Colombia | Luisa Gomez         |          |             | Libre |
|       | Bandera de Colombia | Diana Folleco       |          |             | Libre |
|       | Bandera de Colombia | Luz Angela Prieto   |          |             | Libre |
|       | Bandera de Colombia | Yina Martinez       |          |             | Libre |
|       | Bandera de Colombia | Kelly Restrepo      |          |             | Libre |
|       | Bandera de Colombia | Darly Cortez        |          |             | Libre |
|       | Bandera de Colombia | Paola Rodriguez     |          |             | Libre |
|       |                     |                     |          |             |       |

| Bajas | Bajas | Bajas   | Bajas    | Bajas        | Bajas |
| B     | Nac.  | Jugador | Posición | Destino      | Tipo  |
| ----- | ----- | ------- | -------- | ------------ | ----- |
|       |       |         |          | Bandera de ? |       |
|       |       |         |          |              |       |

### Jugadoras Cedidas
| Cesiones | Cesiones | Cesiones | Cesiones  | Cesiones | Cesiones |
| Nac.     | Jugador  | Posición | Cedido al | Hasta    | Tipo     |
| -------- | -------- | -------- | --------- | -------- | -------- |

### Jugadoras que están cedidas en el Club
| Cesiones al club | Cesiones al club | Cesiones al club | Cesiones al club | Cesiones al club | Cesiones al club |
| Nac.             | Jugador          | Posición         | Cedida del       | Hasta            | Tipo             |
| Colombia         | Mayra Huguett    | DEF              | Tuluá femenino   |                  | Libre            |
| ---------------- | ---------------- | ---------------- | ---------------- | ---------------- | ---------------- |

## Palmarés

### Torneos Nacionales (0)
| #                                         | Competición                     | Títulos | Subcampeonatos |
| ----------------------------------------- | ------------------------------- | ------- | -------------- |
|                                           | Liga Profesional Femenina (0/0) |         |                |
| Última Actualización: 27 de enero de 2017 |                                 |         |                |

- Total
  - Campeonatos en total = 0
  - Subcampeonatos en total = 0

### Torneos amistosos (0)
| Competición                               | Títulos | Subcampeonatos |
| ----------------------------------------- | ------- | -------------- |
|                                           |         |                |
| Última Actualización: 27 de enero de 2017 |         |                |

- Total
  - Campeonatos en total = 0
  - Subcampeonatos en total = 0